# Шуа Хорші
Шуа Хорші (груз. შუა ხორში) — село в Грузії.
За даними перепису населення 2014 року в селі проживає 337 осіб.